# Lista de governadores provinciais de Cabinda
O Governador de Cabinda é o chefe de governo provincial de Cabinda, um território exclave de soberania de Angola.

## Lista
| Nome                                             | Início do mandato      | Fim do mandato         |
| ------------------------------------------------ | ---------------------- | ---------------------- |
| Evaristo Domingos Kimba                          | 12 de novembro de 1975 | 1º de agosto de 1978   |
| Luis Doukui Paulo de Castro                      | 2 de janeiro de 1979   | 2 de agosto de 1980    |
| Manuel Francisco Tuta (t.c.c. Batalha de Angola) | 15 de agosto de 1980   | 29 de setembro de 1982 |
| Armando Fandame Ndembo                           | 30 de setembro de 1982 | 5 de junho de 1984     |
| Jorge Barros Chimpuati                           | 16 de outubro de 1984  | 22 de outubro de 1989  |
| Maria Mambo Café                                 | 23 de outubro de 1989  | 5 de agosto de 1991    |
| Augusto da Silva Tomás                           | 6 de agosto de 1991    | 21 de agosto de 1995   |
| José Amaro Tati                                  | 15 de setembro de 1995 | 1º de setembro de 2002 |
| José Aníbal Lopes Rocha                          | 2 de setembro de 2002  | 15 de setembro de 2009 |
| Mawete João Baptista                             | 29 de setembro de 2009 | 29 de julho de 2012    |
| Aldina Matilde Barros da Lomba Katembo           | 30 de julho de 2012    | 27 de agosto de 2017   |
| Eugénio César Laborinho                          | 31 de agosto de 2017   | 8 de novembro de 2019  |
| Marcos Alexandre Nhunga                          | 9 de novembro de 2019  | 25 de agosto de 2022   |
| Mara Quiosa                                      | 26 de agosto de 2022   | 14 de julho de 2024    |
| Suzana Fernanda Pemba Massiala de Abreu          | 15 de julho de 2024    | presente               |